# Maravići
Maravići (cyr. Маравићи) – wieś w Bośni i Hercegowinie, w Republice Serbskiej, w gminie Rogatica. W 2013 roku liczyła 15 mieszkańców.